# Borboropsis fulviceps
Borboropsis fulviceps är en tvåvingeart som först beskrevs av Gabriel Strobl 1898.  Borboropsis fulviceps ingår i släktet Borboropsis och familjen myllflugor. Inga underarter finns listade i Catalogue of Life.